# Zeremlea, Baranivka
Zeremlea (în ucraineană Зеремля) este localitatea de reședință a comunei Zeremlea din raionul Baranivka, regiunea Jîtomîr, Ucraina.

## Demografie
Componența lingvistică a localității Zeremlea
     Ucraineană (97,96%)
     Rusă (1,61%)
     Alte limbi (0,15%)
Conform recensământului din 2001, majoritatea populației localității Zeremlea era vorbitoare de ucraineană (97,96%), existând în minoritate și vorbitori de rusă (1,61%).